# Clubiona parallela
Clubiona parallela là một loài nhện trong họ Clubionidae. Loài này được phát hiện ở Trung Quốc.